# Fada Madrinha (É Tão Bom)
"Fada Madrinha (É Tão Bom)", é uma canção escrita por Tito Costa e Borges Machado e interpretada pelas assistentes de palco e girl group Paquitas, lançada em 1989. É considerada a canção assinatura das Paquitas e responsável por lançá-las à carreira musical. Posteriormente, a canção integrou ao álbum de estreia do grupo, sendo lançado no mesmo ano.

## Antecedentes e lançamentos
No início, as integrantes eram somente consideradas as assistentes de palco do programa Xou da Xuxa, apresentado por Xuxa Meneghel, porém com o destaque que acabaram ganhando ao decorrer do tempo, as Paquitas passaram a ser tão protagonistas do programa quanto a apresentadora.
"Fada Madrinha" foi apresentada pela primeira vez em 30 de Junho de 1989, durante uma edição especial do Xou da Xuxa, em que se comemorava o seu terceiro aniversário. A canção foi escrita com a intenção de ser interpretada pelo grupo no programa em homenagem à apresentadora, tendo sido introduzida pela paquita Andréia Faria, a Xiquita Sorvetão. De início, "Fada Madrinha" foi gravada pelas então integrantes Faria, Leticia Spiller (Pituxa Pastel), Tatiana Maranhão (Paquitita Loura), Ana Paula Almeida (Pituxita Bonequinha), Roberta Cipriani (Xiquitita Surfista) e Priscila Couto (Catuxita Top Model). Cátia Paganote (Miúxa Bruxa), então nova no grupo, não esteve presente na gravação e por isso somente acompanhou as outras integrantes no refrão durante a apresentação da canção no programa. Com o sucesso da música, as Paquitas acabaram ingressando na carreira musical e lançaram o seu primeiro álbum solo, sem a presença de Xuxa. O álbum foi lançado em Setembro de 1989, e a versão presente no álbum tem algumas diferenças em relação a que foi apresentada pela primeira vez, em questão de mixagem e também da inclusão da gravação da paquita Paganote.

## Composição
"Fada Madrinha (É Tão Bom)" é uma música pop que tem duração de quatro minutos e 55 segundos e foi escrita por Tito Costa e Borges Machado. Por ter sido uma homenagem à Xuxa, a canção traz algumas referências à apresentadora. Em sua introdução, contêm extratos de duas de suas canções: "Doce Mel (Bom Estar Com Você)" e "Brincar de Índio" e durante o refrão, o grupo faz referência a uma outra canção da apresentadora, "Quem Quer Pão?".

## Interpretações ao vivo
Com a intenção de divulgar o álbum, as Paquitas interpretaram "Fada Madrinha" em várias edições do Xou da Xuxa e do Paradão da Xuxa, outro programa apresentado por Xuxa, nos anos de 1989 e 1990. No mesmo período, o grupo também interpretou a canção nos programas Globo de Ouro, Os Trapalhões e Domingão do Faustão da Rede Globo, e Viva a Noite e Hebe do SBT. O grupo também incluiu a canção no repertório de todas as suas apresentações solo, assim como com as da apresentadora. Em 2001, boa parte das integrantes do grupo da primeira a quarta formação, interpretaram a canção em um quadro em homenagem à Xuxa durante o programa Gente Inocente da Rede Globo.
Atualmente, a dupla formada por Cátia Paganote e Priscila Couto, sempre interpretam a canção durante suas apresentações da Festa Ploc, evento dedicado às músicas e artistas dos anos 80. Em Dezembro de 2014, Paganote, Couto, Ana Paula Almeida e Andréia Faria interpretaram a canção durante o programa Domingo Show da Rede Record, no quadro dedicado às Paquitas e à Xuxa.

## Outras versões
Em Janeiro de 1990, com a saída de Andréa Faria do grupo, a canção foi novamente remixada e regravada com Spiller interpretando sua parte. Além disso, as outras integrantes do grupo também regravaram suas partes para essa nova versão. Essa versão foi posteriormente lançada como parte da coletânea de músicas infantis Aquarela Mágica - Vol. 10, da Som Livre, em 1999. Em 1995, a terceira formação das Paquitas com as integrantes Andrezza Cruz, Bárbara Borges, Caren Lima, Diane Dantas, Gisele Delaia, Graziella Schmitt e Vanessa Melo, gravou uma nova versão da música que posteriormente foi incluída no álbum New Generation. Esta versão é considerada mais madura, com uma batida mais dance. Em meados da década de 2000, com as apresentações da Festa Ploc, as ex-integrantes Cátia Paganote, Priscila Couto e Roberta Cipriani, que então também se apresentava no evento, regravaram a canção.

## Formato e duração
- Airplay

1. "Fada Madrinha (É Tão Bom)" – 4:59